# Enoplus striatus
Enoplus striatus är en rundmaskart som beskrevs av Eberth 1863. Enoplus striatus ingår i släktet Enoplus och familjen Enoplidae. Inga underarter finns listade i Catalogue of Life.